# Contea di Manitowoc
La contea di Manitowoc (in inglese, Manitowoc County) è una contea dello Stato del Wisconsin, negli Stati Uniti. La popolazione al censimento del 2000 era di 82 887 abitanti. Il capoluogo di contea è Manitowoc.